# Relations entre la Pologne et le Venezuela
Les relations entre la Pologne et le Venezuela sont des relations bilatérales existant depuis 1918.

## Histoire
Dans les années 1630, le duc Jacob Kettler proposa à son suzerain le roi polonais Jean II Casimir Vasa d'investir dans la colonisation polonaise du Venezuela. Les navires polonais avaient exploré les Caraïbes et tenté à quatre reprises d'établir une colonie sur l'île voisine de Tobago, cependant sans succès ; similairement, tous les plans visant à établir une colonie au Venezuela ont également échoué.
En 1787, le roi de Pologne Stanisław August Poniatowski accueillit le futur chef militaire et révolutionnaire vénézuélien Francisco de Miranda pendant quelques jours à Kaniów (dans l'Ukraine actuelle) alors que Miranda voyageait en Europe.
Pendant la guerre d'indépendance du Venezuela, plusieurs officiers polonais combattent pour l'indépendance du Venezuela contre les troupes espagnoles. Un officier polonais, Izydor Borowski (en), est promu général par Simón Bolívar. Peu de temps après que le Venezuela ait obtenu son indépendance, un petit nombre de Polonais immigrent au Venezuela, dont beaucoup de scientifique, de membres du clergé, d'architectes et d'ingénieurs.
En 1918, la Pologne retrouve son indépendance. En 1933, la Pologne et le Venezuela établissent officiellement des relations diplomatiques. Initialement, la Pologne accrédite un ambassadeur au Venezuela depuis sa légation diplomatique à Mexico, au Mexique, de 1933 à 1942 ; puis de Bogotá, en Colombie, de 1942 à 1944. Dans le même temps, le Venezuela accrédite son ambassadeur à Berlin, en Allemagne, pour la Pologne. Pendant la Seconde Guerre mondiale, les deux nations sont alliées et le gouvernement vénézuélien maintient des relations diplomatiques avec le gouvernement polonais en exil résidant à Londres. Peu après la fin de la guerre, le gouvernement vénézuélien établit des relations avec le gouvernement provisoire d'unité nationale (en).
Entre 1947 et 1949, environ 4 000 Polonais sont arrivés au Venezuela, dont beaucoup venaient de camps de réfugiés en Allemagne et un grand nombre d'anciens soldats des forces armées polonaises. En 1948, la première organisation polonaise, l'Union des Polonais du Venezuela, est créée à Caracas. En 1952, le Venezuela a suspendu ses relations diplomatiques avec la Pologne après  quele gouvernement polonais ait instauré un système communiste dans le pays. Les relations sont rétablies en 1960. En 1980, Lech Wałęsa a effectué une visite au Venezuela, où il représente le syndicat Solidarność. En 1989, Lech Walesa effectue une deuxième visite au Venezuela où il reçoit l'Ordre de Francisco de Miranda des mains du président Carlos Andrés Pérez.
En juin 2000, une délégation vénézuélienne effectue une visite officielle en Pologne et y rencontre des parlementaires polonais et un sénateur pour un programme composé de conférences bilatérales sur les relations entre les deux nations. En 2003, une délégation polonaise se rend au Venezuela. En janvier 2013, lors du premier Sommet entre la Communauté des États d'Amérique latine et des Caraïbes et l'Union européenne tenu à Santiago du Chili, les ministres des Affaires étrangères Elías Jaua et Radosław Sikorski se sont rencontrés et ont signé plusieurs accords de coopération bilatérale.
Lors de la crise présidentielle au Venezuela, la Pologne reconnaît officiellement Juan Guaidó comme président par intérim légitime du Venezuela.

## Accords bilatéraux
Les deux pays ont signé plusieurs accords bilatéraux, tels qu'un accord de coopération culturelle (1973) ; un accord de coopération scientifique et technique (1988) ; un accord visant à abolir les visas pour les titulaires de passeports diplomatiques et de service (1996) ; et des accords de coopération économique, énergétique, infrastructurelle, agricole, touristique et environnementale (2013),.

## Commerce

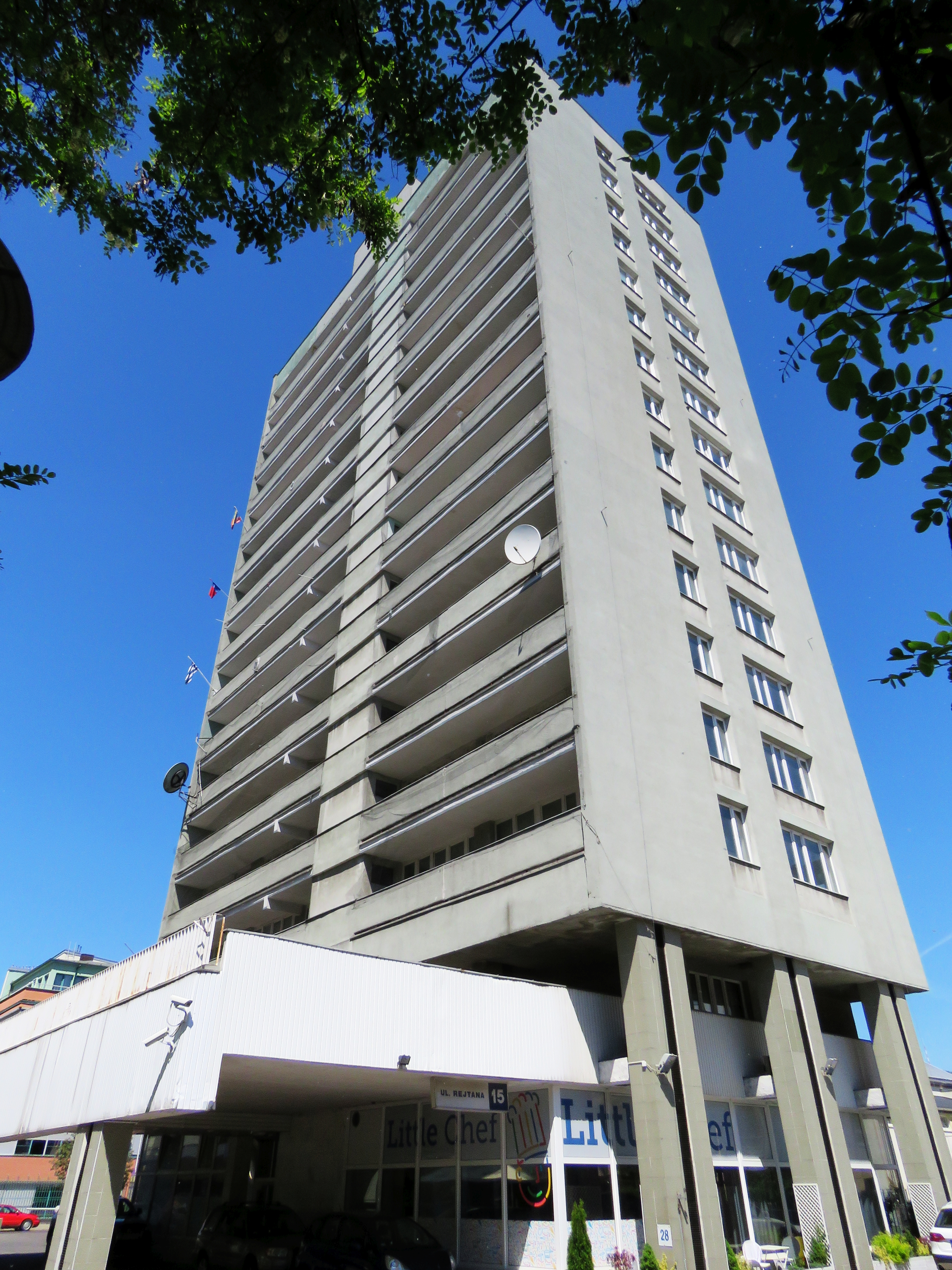
Le bâtiment abritant l'ambassade du Venezuela à Varsovie

En 2014, le commerce entre la Pologne et le Venezuela s'élevait à 117 millions de dollars américains. Toutefois, en raison de la crise actuelle au Venezuela, les échanges commerciaux entre les deux pays ont considérablement diminué. En 2017, les échanges commerciaux entre la Pologne et le Venezuela ont totalisé 40,4 millions de dollars américains. Les principales exportations de la Pologne vers le Venezuela comprennent les équipements électroniques, les équipements en acier, les meubles et les produits alimentaires (fromage et lait en poudre). Les principales exportations du Venezuela vers la Pologne comprennent les matières premières, l'aluminium et les produits chimiques. Au fil des années, le gouvernement vénézuélien a acheté plusieurs avions Skytruck à la Pologne pour fournir l'armée vénézuélienne.

## Missions diplomatiques résidentes
- La Pologne a une ambassade à Caracas[6].
- Le Venezuela a une ambassade à Varsovie[7].

## Voir également
- Colonisation courlandaise des Amériques